# Claude Torracinta
Claude Torracinta (* 11. November 1934 in Le Havre; † 29. Mai 2024) war ein französischsprachiger Schweizer Journalist, der von 1969 bis 2003 bei der Télévision Suisse Romande arbeitete.

## Biografie
Mit elf Jahren zog er mit seiner Mutter nach Genf, wo er am Collège Calvin die Matura ablegte. Er studierte an der Universität Genf und erlangte 1958 das Lizenziat in Betriebswirtschaftslehre und 1959 das Lizenziat in Politikwissenschaften. Von 1960 bis 1969 arbeitete er für die Tageszeitung Tribune de Genève, zuerst als Verantwortlicher der Wirtschaftsrubrik (1960–1963), dann als Chef der allgemeinen Nachrichten (1963–1966) und zuletzt als Korrespondent in Paris (1966–1969). 
Ab 1969 war er bei der Télévision Suisse Romande (TSR, Fernsehen der französischsprachigen Schweiz) angestellt, wo er von 1969 bis 1978  die eben gegründete Informationssendung Temps présent leitete. 1972 wurde er zudem Chef der Magazinsendungen und von 1989 bis Ende 1992 Nachrichtendirektor. Danach hat er noch bis 2003 als Journalist für die TSR gearbeitet. Er hat zahlreiche Fernsehsendungen produziert, darunter «Destins», «En direct avec…», «Table ouverte», «Genève ou le temps des passions» und «Les banques suisses en question».
Von 1994 bis 2006 war er Verwaltungsratspräsident des Hospice général, des Sozialdienstes des Kantons Genf. 2002 hat er im Auftrag des Kantons Genf den Dokumentarfilm «Mémoires de la frontière» (über die Überquerungen der Schweizer Grenze während des Zweiten Weltkriegs) produziert. Von 1998 bis 2001 war er Präsident der Licra-Schweiz.
Er war mit Claire Torracinta-Pache, von 1985 bis 1997 sozialistische Abgeordnete im Grand Conseil des Kantons Genf, verheiratet. Er hatte zwei Kinder, darunter die SP-Politikerin Anne Emery-Torracinta.

## Werke
- Claude Torracinta und Bernard Mermod: Genève 1930–1939: le temps des passions. Tribune Editions, Genf 1978. (Deutsche Übersetzung: Sturm über Genf, 1930–1939. Tribune Editions, Genf 1979.)
- Les banques suisses en question: dossier. Editions de l’Aire, Lausanne 1981.
- La Chine aujourd’hui. Editions Mondo, Lausanne 1982. (Deutsche Übersetzung: China heute. Mondo-Verlag, Lausanne 1982.)
- André Eiselé (Leitung), Claude Torracinta und Gaston Malherbe: Chronique suisse du 20e siècle. La mémoire du siècle. Eiselé, Prilly/Lausanne 1990–2000.
- Chroniques du temps présent. Editions Zoé, Genf 1998.